# Peter Crüger
Pour les articles homonymes, voir Peter Krüger (réalisateur) et Kruger.
Peter Crüger, ou Krüger, est un mathématicien, astronome et poète de langue allemande, né en 1580 à Königsberg et mort le 6 juin 1639 à Dantzig.
Il a enseigné les mathématiques et la poésie au gymnasium de Danzig. Il était chargé des prédictions astrologiques pour sa ville. Aujourd'hui on se souvient de lui surtout parce qu'il a été le maître de Johannes Hevelius, sur lequel il a exercé une influence durable.

## Biographie
Son nom de famille, Krüger (« tavernier », en allemand), apparaît en latin comme Crüger (Crügerus) ; c'est cette forme qu'a retenue la postérité.

### Formation
Crüger perd ses parents très jeune. Il étudie à l'université de Königsberg et à celle de Leipzig ; il lit les travaux de Tycho Brahe et de Kepler sous la direction de Jakob Martini ; il reçoit son diplôme en 1606 à Wittenberg.
Il se rend ensuite à Danzig, où il enseignera la poésie et les mathématiques au Gymnasium académique de Danzig (de) jusqu'à la fin de sa vie.

### Poésie
Crüger est proche de Johannes Plavius, qui mentionne Crüger au début de son Institutio Poetica. Il lui dédie un poème particulièrement élogieux, qu'on trouve dans la préface des Praecepta logicalia de Plavius.
Il se lie d'une grande amitié avec Martin Opitz, le « père de la poésie baroque allemande », qui vit également à Gdańsk. En 1634, durant la guerre de Trente Ans, Andreas Gryphius vient s'établir à Gdańsk, où il reste jusqu'en 1636. Il est très influencé par Peter Crüger et Mochingert, qui lui ouvrent de nouvelles voies dans la poésie de langue allemande. Quand l'enfant de Crüger meurt en 1638, Gryphius écrit plusieurs vers commémoratifs.

### Science
Crüger contribue aux progrès de la trigonométrie, de la géographie et de l'astronomie, notamment dans le développement d'instruments astronomiques. Durant les années 1627 à 1630, Crüger enseigne à un adolescent de la famille Hewelkem, qui deviendra l'astronome Johannes Hevelius. Quand Hevelius retourne à Gdańsk in 1634, Crüger, mourant, lui demande de consacrer ses talents à l'astronomie, ; ce qu'il fera. Hevelius exprime sa reconnaissance envers Crüger dans Machina coelestis.

## Œuvres
- Synopsis trigonometriae s. doctrinae triangulorum : cum canone trigonometrico, h. e. tabulis sinuum, tangentium, secantium emendatissimis, 1612 — « Synopsis » de trigonométrie, avec tables de sinus, tangentes, sécantes.
- De hypothetico systemate coeli, 1615
- Logistica sexagenaria methodice conformata cum canone sexagenario omnibus numeris emendatissimo, 1616
- Kurtzer Bericht von dem grossen noch zur Zeit scheinenden Cometen (Court rapport sur la plus grosse comète apparue jusqu'à ce jour), 1618
- Uranodromus cometicus[9], 1619
- Cupediae astrosophicae[10], Breslau, 1630 — Le premier livre d'« astronomie populaire » en allemand.
- Praxis trigonometriae logarithmicae, 1634
- Doctrina astronomiae sphaerica[11], 1635

### Éponymie
- Crüger est le nom donné à un cratère lunaire[13].